# The Tenor Giants Featuring Oscar Peterson
The Tenor Giants Featuring Oscar Peterson è un CD di Zoot Sims, Eddie Davis e Oscar Peterson, pubblicato dalla Pablo Records nel febbraio del 2001. Il disco fu registrato nell'ottobre del 1975 a New York City, New York (Stati Uniti).

## Tracce
1. The Man I Love – 10:42 (George Gershwin, Ira Gershwin)
2. My Old Flame – 2:49 (Sam Coslow, Arthur Johnston)
3. Don't Worry About Me – 3:11 (Rube Bloom, Ted Koehler)
4. There Will Never Be Another You – 8:17 (Mack Gordon, Harry Warren)
5. I Don't Stand a Ghost of a Chance with You – 5:32 (Bing Crosby, Ned Washington, Victor Young)
6. Tangerine – 9:03 (Johnny Mercer, Victor Schertzinger)
7. Out of Nowhere – 7:32 (Johnny Green, Edward Heyman)
8. Groovin' High – 10:24 (Dizzy Gillespie)

## Musicisti
- Zoot Sims - sassofono tenore
- Eddie Lockjaw Davis - sassofono tenore
- Oscar Peterson - pianoforte
- Niels-Henning Ørsted Pedersen - contrabbasso
- Louis Bellson - batteria[3]